# 1993 videójátékai

## Események és megjelent játékok

### Megjelent játékok
- január 6. – The Legend of Zelda: Link's Awakening
- augusztus 3. – Biomenace
- december 10. – Doom
- december 31. – X-Com: Enemy Unknown
- Bloodstone: An Epic Dwarven Tale
- SimCity 2000
- El-Fish
- Rome: Pathway To Power
- Sim Farm
- Unnatural Selection

### Események
- Megalapították a Croteam-et, a Serious Sam-sorozat fejlesztőjét.